# Corin Konradsheim
Corin Konradsheim (* 7. November 1993 in Salzburg) ist ein ehemaliger österreichischer Eishockeyspieler, der zuletzt beim EK Zell am See in der multinationalen Alps Hockey League stand. Aufgrund eines Verkehrsunfalls im August 2017 musste er seine Karriere beenden.

## Erfolge und Auszeichnungen
- 2014 Österreichischer Meister mit dem EC Red Bull Salzburg
- 2015 Österreichischer Meister und EBEL-Sieger mit dem EC Red Bull Salzburg

## Karrierestatistik
(Legende zur Spielerstatistik: Sp oder GP = absolvierte Spiele; T oder G = erzielte Tore; V oder A = erzielte Assists; Pkt oder Pts = erzielte Scorerpunkte; SM oder PIM = erhaltene Strafminuten; +/− = Plus/Minus-Bilanz; PP = erzielte Überzahltore; SH = erzielte Unterzahltore; GW = erzielte Siegtore; 1 Play-downs/Relegation; Kursiv: Statistik nicht vollständig)